# Long Pine (Nebraska)
Long Pine je grad u američkoj saveznoj državi Nebraska. Prema popisu stanovništva iz 2010. u njemu je živjelo 305 stanovnika.